# Rusłan Striłeć
Rusłan Ołeksandrowycz Striłeć, ukr. Руслан Олександрович Стрілець (ur. 30 czerwca 1984 w Dniepropetrowsku) – ukraiński urzędnik państwowy, w latach 2021–2022 p.o. ministra, a od 2022 do 2024 minister ochrony środowiska i zasobów naturalnych.

## Życiorys
Ukończył międzynarodowe stosunki gospodarcze na Dniepropetrowskim Uniwersytecie Narodowym. Kształcił się też w zakresie prawa, ochrony środowiska i administracji publicznej. W 2007 podjął pracę jako urzędnik w Dniepropetrowskiej Obwodowej Administracji Państwowej. W latach 2012–2014 był zastępcą kierownika państwowej administracji ds. ochrony środowiska w obwodzie. Od 2014 był p.o. dyrektora, a w latach 2015–2019 dyrektorem departamentu ekologii i zasobów naturalnych w administracji obwodowej. W 2019 objął funkcję zastępcy dyrektora jednego z departamentów w ministerstwie energetyki i ochrony środowiska.
W lipcu 2020 został zastępcą ministra ochrony środowiska i zasobów naturalnych. Od listopada 2021 był pełniącym obowiązki ministra, a w kwietniu 2022 został powołany na ministra ochrony środowiska i zasobów naturalnych w rządzie Denysa Szmyhala. Urząd ten sprawował do września 2024.